# Ashford Bowdler
Ashford Bowdler est une paroisse civile et un village du Shropshire, en Angleterre.